# الیزابت آسودو
الیزابت آسودو (اسپانیایی: Elizabeth Acevedo‎؛نویسنده، شاعر، معلم، و پدیدآور دومینیکنی‌تبار اهل ایالات متحده آمریکا است.
همچنین برندهٔ جوایزی همچون جایزه کتاب ملی شده‌است.